# Extraktion

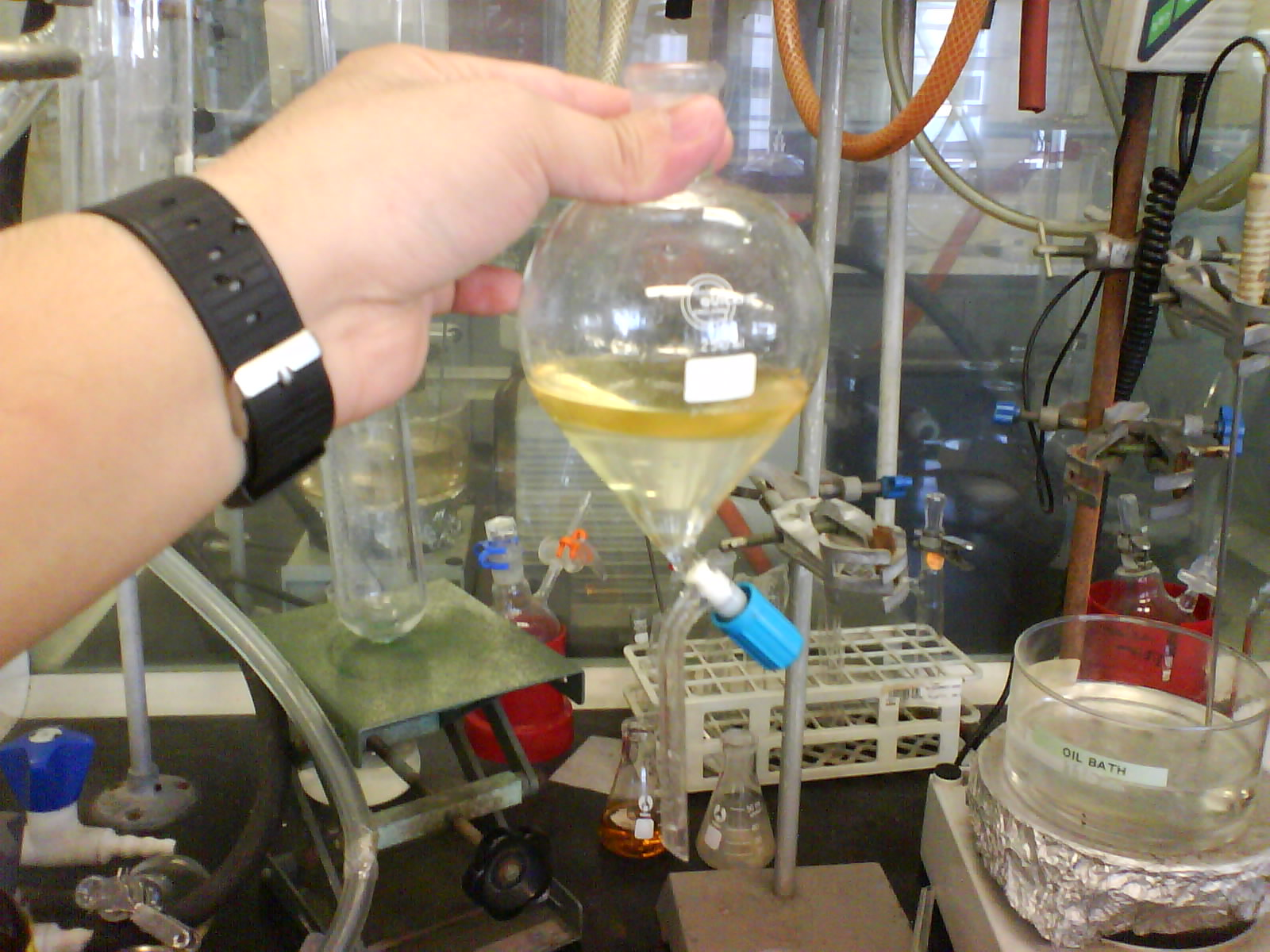
Separertratt som skiljer två vätskor från varandra.

Extraktion (av latinets ex = ut, ur samt trahere = draga,) även utkokning, är en kemisk process som används för att isolera – separera eller lösa ut – bestämda beståndsdelar ur en blandning.
Utkokning förekommer ofta inom farmakologi för att få fram medicinskt verksamma ämnen ur naturliga råvaror (örter och andra växter). Att extrahera utan uppvärmning är detsamma som urlakning med något lösningsmedel.
Andra tillämpningar är inom parfymindustrin för att locka fram doftämnen, exempelvis rosenvatten, inom droghandeln för att få fram smakämnen, essenser och när man framställer kaffedrycker.
Extraktion med lösningsmedel används dels för att lösa ut substanser ur fasta eller halvfasta ämnen, till exempel växtdelar, men också för att överföra ämnen mellan olika flytande faser (ämnen). Det senare fallet, vätske-vätske-extraktion är ett typiskt fall av jämviktsprocess även om fördelningsjämvikten kanske inte alla gånger hinner ställa in sig helt. Ett vanligt fall är att man har en låg koncentration av ett relativt svårlösligt organiskt ämne i vattenlösning och extraherar detta genom att tillsätta ett lösningsmedel (t.ex. eter, petroleumeter, kloroform) som det sökta ämnet har högre löslighet i men som i sig har låg löslighet i vatten så att man får ett system med två vätskefaser. Efter att dessa först blandats intensivt t.ex. genom skakning i en separertratt och sedan fått separera kan lösningsmedelfasen avskiljas och tar då med sig huvuddelen av det sökta ämnet och vissa andra ämnen, medan andra stannar vattenfasen. I vissa fall kan andra tillsatser behövas, t.ex. pH-justering för att minska lösligheten i vattenfasen eller för att underlätta separationen (emulsionsbrytande tillsatser, eller tillsatser för att ändra den ena vätskans densitet). Extraktion används också inom vissa former av modern metallurgi, främst i samband med malmer där den sökta metallen kan överföras till vattenlösning genom lakning. Efter tillsats av lämpliga komplexbildare kan metallen sedan koncentreras genom vätske-vätske-extraktion varefter den mer koncentrerade lösningen processas vidare ("stripping") för utvinning av metallen och återvinning av processkemikalier. Förutom att ge en effektiv utvinning kan processerna utformas för att separera olika metaller i malmen från varandra.